# Peter Wells
Peter Arthur Wells (Nottingham, 13 agosto 1956) è un ex calciatore inglese, di ruolo portiere.

## Carriera
Inizia la propria carriera da calciatore vestendo la maglia del Nottingham Forest.
Dopo 3 anni passati tra le selezioni giovanili, nel 1974 viene convocato in prima squadra, dove inizialmente non riesce a trovare spazio. Complessivamente, in due annate con i Reds scende in campo in 27 occasioni.
Nel 1976 viene ceduto al Southampton per una somma di 8.000 sterline. Diventato titolare in poco tempo, con la maglia dei Saints trascorre 7 stagioni, vincendo inoltre, nella stagione 1975-1976, un titolo di FA Cup.
Lascia il club nel 1983 per approdare al Millwall.
Nel 1985 viene ingaggiato dal Leyton Orient, con cui diventa una presenza fissa nell'undici titolare. Dopo 4 anni e 148 presenze, decide di ritirarsi dal calcio giocato.

## Palmarès
- Coppa d'Inghilterra: 1

Southampton: 1975-1976
- Football League Trophy: 1

Millwall: 1982-1983